# لغة لال
لغة لال هي لغة مستعملة في ثلاث قرى (غوري ودامتار ومايلاو) على شاطئ نهر شاري في ولاية موين شاري Moyen-Chari Prefecture في جنوب تشاد. يبلغ عدد الناطقين بها حوالي 750 شخص (إحصاء سنة 2000).
لغة لال هي لغة غير مصنفة، بالرغم من أنها من اللغات الأدماوية الأوبانغية واللغات التشادية أثرت عليها كثيرا، فيصنفها البعض ضمن أحدهما، والبعض الآخر يعتبرها لغة بلا علاقة باقية مع أي لغة أخرى (لغة معزولة)؛ وهي لغة مهددة بالانقراض.

## اقرأ أيضاً
- لغة معزولة